# Farkas László (alszolgabíró)

A boldogfai Farkas család címere.

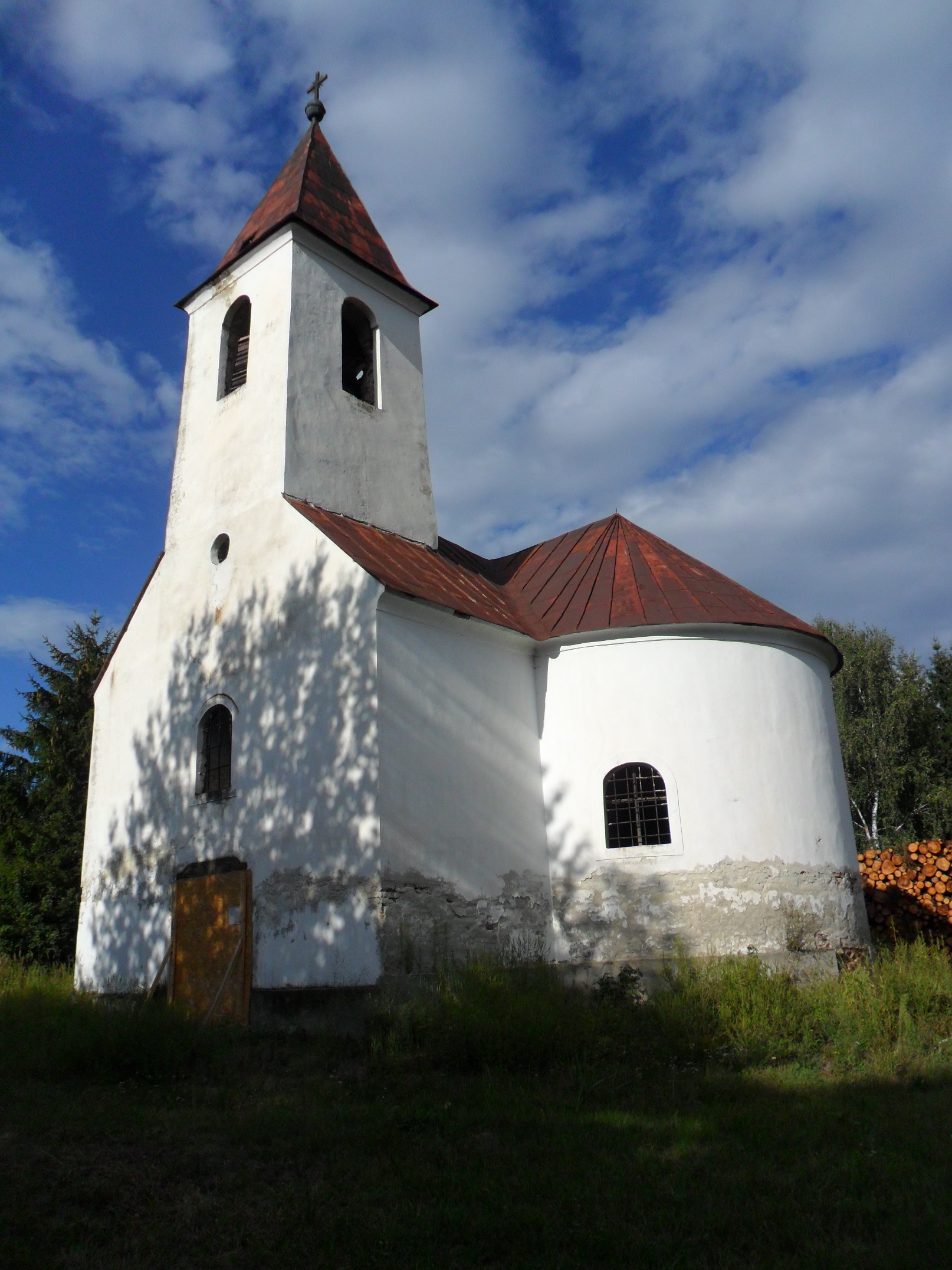
A zélpusztai kápolna. Boldogfai Farkas Ferenc (1713–1770) zalai alispán 1767-ben építtette a családi magán földbirtokán

Boldogfai Farkas László (Boldogfa, Zala vármegye, 1747. július 7. –Zélpuszta, Zala vármegye, 1796. március 24.) , táblabíró, a zalalövői járás alszolgabírója, földbirtokos.

## Családja
A tekintélyes ősrégi nemesi származású boldogfai Farkas család sarja. Apja boldogfai Farkas Ferenc (1713–1770), Zala vármegye alispánja, táblabíró, jómódú földbirtokos, és anyja a Rosty családból való barkóczi Rosty Anna Mária (1722–1784) úrnő volt. Keresztszülei sidi Sidy Pál (1723–1779), alszolgabiró, földbirtokos és nemes Sümeghy Ferencné pókafalvi Póka Marianna (1728–1797) voltak. Az anyai nagybátyja barkóczi Rosty Ferenc (1718–1790) Vas vármegye alispánja és országgyűlési követe, királyi tanácsos; nagynénje Rosty Katalin, akinek a férje szalapatakai Nagy Mihály (1706–1756), királyi tanácsos, zalai alispán, földbirtokos volt. Testvérei boldogfai Farkas András (1740–1782), zalalövői főszolgabíró, földbirtokos, boldogfai Farkas János (1741–1788), Zala vármegye Ítélőszék elnöke, főjegyzője és Farkas Ferenc (1742–1807), veszprémi kanonok, esperes, író. Sógorai csáfordi Csillagh Ádám (1739–1797), Zala vármegye főadószedője, első alügyésze, földbirtokos, akinek a neje boldogfai Farkas Anna (1746–1804) volt, valamint tubolyszeghi Tuboly László (1756–1828), főszolgabíró, táblabíró, költő, földbirtokos, szabadkőműves, nyelvújító, akinek a hitvese boldogfai Farkas Erzsébet (1761–1801) volt.

## Élete
Farkas László jogi képesítést szerzett és több ízben alszolgabíróként tevékenykedett Zala vármegyében az 1770-es években. 1781. szeptember 24.-e és 1786. június 14.-e között a zalalövői járás alszolgabírója volt.
Farkas Ferenc alispán  halála után 9 évvel a hátramaradott özvegye barkóczi Rosty Anna 1779. július 11.-én Zélpusztán írta meg a végrendeletét, amelyen a saját és a férjétől származó birtokait, kúriait, hegyvámjait, szőlői, rétjei, erdőit, bútorait a két leány- és a hét fiúgyermeke közül osztotta szét. Maga a zélpusztai birtokot boldogfai Farkas László fiára hagyta, akinél lakott özvegysége alatt, és aki egyben gondosan ápolta is az anyját a végrendelet szerint. Az ottani tágas kúria és a boldogfai Farkas Ferenc által építtetett zélpusztai kápolna egészen a 19–20. század fordulójáig a boldogfai Farkas család kezében maradt, amikor Farkas László és Jagasics Margit unokája, boldogfai Farkas Franciska (1813–1895), gyulai Gaál Károly (1808–1840) táblabírónak, földbirtokosnak a hitvese elhunyt.
1794. augusztus 18-án egyezmény jött létre boldogfai Farkas Ferenc nemesapáti plébános, Farkas László, Farkas Ignác, özvegy Farkas Jánosné lovászi és szentmargitai Sümeghy Judit, aki gyermekei Farkas János Nepomuk és Farkas Ferenc gyámja és a beperlő csébi Pogány családból való csébi Pogány Ádám (1746–1814) között. Pogány Ádám a Gömör vármegyei Kelemér nevű településen lakó szolgabíró elhatározta, hogy vissza fogja szerezni a családja ősi birtokait és több családot is beperelt akkor (köztük az Eszterházyt és a Gyulafit). Zalában felkereste a boldogfai Farkas családot és beperelte őket. Tuboly László ügyvéd, boldogfai Farkas Erzsébet férje, sógorával, boldogfai Farkas Ferenc nemesapáti plébánossal, együttműködvén a család régi oklevelei alapján összeállította a leszármazási táblákat, és kutatták a boldogfai Farkas család osztopáni Perneszy illetve a szenterzsébeti Terjék őseit. Pogány Ádámnak végül sikerült szerezni 1000 arany vinculumot a boldogfai Farkas család atyafiaitól, akik Farkas Ferencné barkóczi Rosty Annán keresztül polyanai Brodarics Mátyásné csébi Pogány Sára ősanyjának a zalai birtokai egy jelentős részét örökölték.

## Házassága és leszármazottjai
Farkas László alszolgabíró feleségül vette Szentmargitfalván 1785. október 17-én a római katolikus nemesi származású lovászi Jagasics családból való lovászi Jagasics Margit (*Szentmargita, 1764. május 21. – †Zélpuszta, 1818. február 3.) kisasszonyt, akinek a szülei lovászi Jagasics András (1728–1786) Zala vármegye alispánja, táblabíró, földbirtokos és a szalapatakai Nagy családból való szalapatakai Nagy Magdolna (1734–1772) voltak. Az apai nagyszülei lovászi Jagasics Ferenc, földbirtokos, és gyulai Gaál Anna voltak. Az anyai nagyszülei szalapatakai Nagy György (†1748), helytartó-tanácsi ítélőmester, Zala vármegye főjegyzője, földbirtokos és nemes Lada Zsófia (1714-1767) voltak. Felesége révén sógora lovászi és szentmargithai Sümeghy József (1757–1832), királyi tanácsos, zalai alispán, földbirtokos, akinek a hitvese lovászi Jagasics Julianna (1775–1804) volt. Farkas László és Jagasics Margit frigyéből egyetlenegy fiúgyermek vitte tovább a családot és örökölte a zélpusztai családi birtokot:
- boldogfai Farkas György Ignác (Zélpuszta, 1788. április 21. – Zélpuszta, 1823. szeptember 2.), jogász, táblabíró, földbirtokos. Felesége: szladeoviczi Szladovits Erzsébet (*Sitke, 1791. október 22. – †Magyargencs, 1839. március 15.)